# Hertugdømmet Milano
Hertugdømmet Milano (italiensk: Ducato di Milano) var en stat i det nordlige Italien, som eksisterede i 400 år fra 1395 til 1796.

## Historie
Hertugdømmet Milano (latin: Ducatus Mediolani) blev oprettet som en stat i det Tysk-romerske rige i 1395, da Gian Galeazzo Visconti, et medlem af den magtfulde adelsslægt Visconti, der havde hersket over Milano siden 1277, købte et diplom af den tyske konge Wenzel 4., som ophøjede ham til hertug.
I 1450 døde den sidste hertug af slægten Visconti, Filippo Maria Visconti. Hans datter, Bianca Maria, havde giftet sig med Condottiere Francesco I Sforza, hvorved Huset Sforza overtog hertugdømmet af Milano fremtil 1535.
I en kort periode fra 1447 til 1450 var staten omdannet til en republik, kendt som den Ambrosianske Republik.
I 1535 blev en sydlig del af hertugdømmet udskilt og gjort selvstændigt som Hertugdømmet Parma, der blev overdraget til Pave Paul 3.'s uægte søn, Pier Luigi Farnese.
Området har af flere omgange blevet invaderet og krævet af Frankrig, Schweiz og Østrig og siden 1559 tilhørte den Habsburgerne i Spanien. Efter den Spanske Arvefølgekrig overgik landet til Det Tysk-romerske rige (og dermed de østrigske Habsburgere), hos hvem det blev frem til Napoleon erobrede det i 1796.
Napoleon omdannede landet til Transpadanske Republik i 1796, men efter Freden i Campo Formio i 1797 blev området en central del i det nye Cisalpinske Republik.
45°28′00″N 9°10′00″Ø / 45.466669°N 9.166669°Ø